# John Lawrence Whitham
John Lawrence Whitham, avstralski general, * 7. oktober 1881, † 12. maj 1952.